# سباندام
سباندام أحد شخصيات الأنمي والمانغا الشهيرة ون بيس، وهو رئيس منظمة السي بي 9 والرئيس السابق للسي بي 5 وقد كان هو الخصم الرئيسي في أحداث إنيس لوبي

## مظهره
سباندام هو رجل نحيل متوسط الطول، ذو شعر متموج طويل قليلاً ويوجد سواد حول عينيه، لذا يسميه فرانكي بـ سباندا لانه يشبه الباندا من خلال عينيه وانفه، لون انفه احمر ويعاني مشاكل منه احياناً يرتدي قناعاً بنياً يغطي نصف انفه ونصف وجهه من اليمين وجبهته أيضاً بسبب الندبات التي تعرض لها بواسطة فرانكي قبل 8 سنوات، أيضاً يرتدي قفازات بنية اللون طويلة وسترة سوداء وبنطال مطابقان لبعضهما في الشكل واللون، لون حذائه ابيض ويرتدي جورب بني اللون. يرتدي قميص طويل رمادي اللون 

وفي ماضي فرانكي كان يرتدي معطفا طويلاً لونه اسود وباللون الذهبي في حواف معطفه، ويرتدي قميص ابيض وربطة عنق سوداء وسترة رمادية. كان يرتدي بنطال وحذاء اسود وقفازات بنية قصيرة، وكانت تسريحة شعره مغايرة تماماً بعد 8 سنوات من ماضي فرانكي حيث أنه اعاد تسريحة شعره إلى الوراء.

## شخصيته
سباندام شخصية حمقاء (و هو دائما يسكب فنجان القهوة على يده) تميل إلى الطابع الكوميدي في اغلب المواقف، دائماً يغضب من مناداته بـ «سباندا» بواسطة فرانكي، سباندام يحمل حقد كبير على السجناء والخارجين عن القانون ودائماً مايشمئز عندما يراهم.
سباندام مؤمن ايماناً قوياً بالعدالة المطلقة. يعتقد بأن الغاية تبرر الوسيلة لذا فهو يضحي بالكثير من الناس ! ويغتال الكثير من الناس من أجل الحصول على الاسلحة القديمة، كان يريد أن يظهر بمظهر البطل الكبير والعظيم الذي استطاع القبض والإمساك بنيكو روبين، سباندام شخصية متعطشة للحكم، احياناً يريد كل شيء لصالحه، وفي قصة امساكه بروبين خير مثال على هذا، يريد أن يسيطر على كل شيء بسبب رتبته الذي يهتم بها كثيراً. كان يريد احياناً السلاح لاغراض نفسية وشخصية لا دخل لها في العالم، شخصية سباندام لا تهتم ابداً للاخرين وذات طابع مغرور لا يهتم بالابرياء ولا يهمه سوى نفسه. احياناً يوقع اللوم على المنظمات التي يرأسها نظراً لرتبته ليبتعد عن المشاكل. فهو جبان ومهتم بحياته كثيراً ويعتمد على الآخرين في حمايته، نظراً لانه ضعيف ونسبة الدوروكي الخاص به هي 9 وهي من التصنيف الضعيف التي تتمثل كـ شخص عادي جداً كـ باقي البشر.

## قدراته وقوته
سباندام هو الاضعف من بين فرقة السايفر بول، مستوى الدوروكي الخاص به هو 9 ويصنف كـ شخص عادي مثل عامة البشر، علماً ان جندي البحرية يملك مستوى دوروكي 10، لم يستطع سباندام تعلم قدرات الروكوشيكي، بل يعتمد على الآخرين
لحمايته ويعتمد خاصة على منظمة السي بي 9 ويريد أن يحترموه، لكنهم لا يحترموه، بإستثناء كومادوري لانه انقذه من فرانكي رغم اصابة فرانكي له ولوتشي يحترمه لأنه دائما لا يرد على اهاناته، بما أن سباندام شخصية ضعيفة القوى فـ هو يعتمد ع الخدع والحيلة والذكاء في القتال، ولكنه جبان في نفس الوقت ودائماً مايقضح نفسه، يخاف كثيراً من السايفر بول 9 خاصة لوتشي واحياناً يوجه عليه السلاح، سبب الخوف والجبن وتمسكه بإرادته بالحياة. رغم ان سباندام ضعيف، فقد اظهر مظهر محارب غرب لشخصيته، فقد تلقى من فرانكي ضربتان مقصمتان للظهر، تلقى ضربة قوية من روبين. ورغم ذلك عاود النهوض وايضاً شن هجوم مضاد على فرانكي.

### أسلحته
فونكفريد ، هذا هو سلاح سباندام، سيف ناصع متناول لفاكهة الشيطان «زوو زوو نو مي الفيل» حيث بإمكان السيف، التحول إلى هيئة الفيل، وهذه النقطة اثارت جدلاً كبيراً حيث لم يعرف من هو المتناول للفاكهة، هل هو الفيل ام السيف، ولكن سباندام قال بأن سيفه هو الذي يتحول لكنه لم يفسر كيف، ويمكن لسيفه التحول إلى نصف فيل كما فعل عندما هاجم نيكو روبن بواسطته، لذلك يعتبر سباندام أقوى من جنود البحرية العاديين.

## تاريخه

### ماضيه
عندما كان سباندام رئيس السي بي 5 سابقا قبل 14 سنة من القصة، اتى إلى واتر 7 مدينة الماء، وذلك لكي يحقق مع «توم» الرجل الذي صنع سفينة ملك القراصنة غولد دي روجر وهو معلم فرانكي وآيسبرغ، وقد أعترف توم بأنه صنع سفينة لروجر، لذلك حاولوا القبض عليه في المحكمة لكنه قال بأنه سينقذ مدينة واتر 7 من الموجة العظمى «آكولغونا» التي تدمر نصف المدينة كل عام وتقتل الناس، وقد طلب منهم توم عدة سنوات لكي ينهي العمل وهو بناء قطار بحري لكي يتمكن الناس من النجاة من آكولغونا، وتمكن بعد 6 سنوات من صنع القطار البحري مع فرانكي وآيسبرغ، لكن سباندام قام باستعمال السفن التي صنعها فرانكي وهي سفن حربية، وقام باستخدامها ضد توم، ومن ثم قام سباندام بأخذ توم بعيدا إلى إنيس لوبي بواسطة القطار بعد قتله، وحاول فرانكي التصدي لكنه تحطم لذلك أصبح سايبورغ

و أثناء تواجد نيكو روبن في واتر 7 كان سباندام يتكلم معها عن طريقة اغتيال آيسبرغ وعدم مهاجمة قبعة القش.

## أحداث إنيس لوبي
بعد أن وصل افراد السي بي 9 مع روبن وفرانكي إلى إنيس لوبي جزيرة العدالة التي يترأسها سباندام، قام سباندام بشتم وضرب روبن مع فرانكي، وقام فرانكي بعضه لكن قام كومادوري بضرب فرانكي وطرحه ارضا، وبعد أن اقتحم قراصنة قبعة القش وبعض نجاري شركة جالي لا وأيضا عائلة فرانكي إنيس لوبي، بدأت معركة كبيرة جدا بين عملاء حكومة العالم وقوات البحرية ضد قراصنة قبعة القش ونجاري جالي لا وعائلة فرانكي، لكن سباندام لم يهتم بذلك أبدا وذلك بسبب أن سباندام سمع الجندي الذي يتصل به خطأ، حيث أن الجندي كان يريد أن يقول ان عدد الضحايا هو 500 جندي لكن انقطع الاتصال عندما قال 5 , لذلك ظن سباندام انها مجرد 5 جنود قتلوا، وبعد أن علم بذلك أخذ سباندام روبن واخذ معه روب لوتشي كي يحرسه، وحاول ان يدخلها إلى بوابة العدالة، وعندما كانوا يمرون بجسر العدالة أمر لوتشي بقتل لوفي لذلك نشأ قتال بينهما، وعندما كان سباندام يسب ويشتم روبن بدأ الدن دن موشي بالرن لذلك قام سباندام بالضغط على الزر وعندما ولكنه لم يكن دن دن موشي عادي بالكان الدن دن موشي الذهبي قد ضغط عليه سباندام عن طريق الخطأ (الدن دن موشي الذهبي هو الخاص بالهجوم المدمر الباستر كول الذي دمر اوهرا سابقا وهو يقوم بتدمير المكان بدون أن يهتم له أو لماذا ولا يسمح لأي شخص بحمله سوى الإدميرال كأقل رتبة وقد قام الإدميرال أوكيجي بأعطاء الحق لسباندام باستخدام الباستر كول متى ما شاء) وقد كان خائف جدا في البداية لكنه لم يهتم حيث حاول سحب روبن إلى بوابة العدالة، ولكنه تأخر بسبب محاولات روبن للهروب، وبعد أن اوشك على أن يدخل بوابة العدالة تعرض للقنص من قبل سوغي كينغ الذي كان يقف على برج العدالة ومن ثم وصل فرانكي الذي كان يلحقه، فبدأت معركة بين سباندام ضد روبن وفرانكي انتهت بفوز الاثنان وكان الباستر كول وقتها يهاجم إنيس لوبي ويدمرها كلها، وبعد أن هزم لوتشي حاول قراصنة قبعة القش الهروب بواسطة سفينة الميري وقد طلب سباندام من إحدى سفن البحرية التي كان يركبها باللحاق بهم وقتلهم، وبعدها قامت روبن وأستعلمت قدرة فاكهتها من بعيد وقامت بكسر العمود الفقري لسباندام بقوة شديدة جدا.

## بعد إنيس لوبي
قرر سباندام بعد أحداث إنيس لوبي بأمر قوات البحرية بقتل جميع السي بي9 لفشلهم، وقد ظهر وهو بالسرير مغطى بعدد كبير من الظمادات بسبب ما فعلته به روبن، ومن ثم تلقى اتصال من روب لوتشي عميله السابق وقال له فيها بأنهم سيرجعون له، وبعدها ظهر الرئيس السابق ووالد سباندام «سبانداين» وبدأوا برسم خطة لغتيال بقية أعضاء السي بي 9.

## معاركه
- سباندام ضد فرانكي (في واتر 7)

النتيجة: فوز سباندام
- سباندام ضد نيكو روبن وفرانكي

النتيجة: فوز روبن وفرانكي
- سباندام ضد فرانكي

النتيجة: فوز فرانكي
- سباندام ضد نيكو روبن

النتيجة: فوز روبن

## وقت مبكر في ون بيس
في وقت مبكر من ون بيس قبل ان يظهر، كان مقرر رسم سباندام وهو يشبه الباندا كثيرا ليس بعيونه فقط أو أنفه بالكان مقرر جعل له اذنان باندا.

## ألعاب الفديو
- ون بيس مغامرة غير محدودة
- ون بيس رحلة غير محدودة
- ون بيس روح الجير
- ون بيس محاربو القراصنة

## هوامش
في موضع الحيوانات في السي بي9 , سباندام كان يمثل حيوان الباندا ليس فقط بسبب عينه أو أنفه لكن يوجد في وسط اسمه كلمة باندا وهذا سبب مناداة فرانكي سباندام ب«سباندا» دائما 

في أستطلاع اليابان على أكثر شخصية شعبية في ون بيس، في الاستطلاع الرابع حصل سباندام على المرتبة 64 برصيد 22 صوت

العديد من شخصيات ون بيس لديهم ضحكات خاصة، سباندام كذلك لديه ضحكة ليست خاصة تماما لكن يبتدئها ب«وا» م ثلا (وا ها ها ها ها) ولكنها تظهر بالأنمي كأنها «دا»

في مشهد كسر روبن عمود سباندام الفقري كان هناك اختلاف في الأنمي والمانغا، حيث في الأنمي عندما قامت روبن وفرانكي وسانجي وزورو بصد القذائف التي ارسلت عليهم كان سباندام فاقد الوعي، بينما في المانغا كان يشاهد، وفي المانغا عندما قامت بكسر عموده الفقري ظهر وهو يصرخ، وفي الأنمي لم يظهر سوى هيكله العظمي وهو ينفصل تماما بدون أي صراخ منه

على الرغم من ان سباندام لم يسرق الدن دن موشي الذهبي من الإدميرال أوكيجي أبدا لكنه دائما يشعر بالخوف إذا سأله أحد عن أن أوكيجي اعطاه اياه، حيث أن قوات البحرية كانوا يظنون بأنهم سيرون أوكيجي في الباستر كول لكنهم فوجؤا بظهور سباندام بدون أوكيجي

قناع سباندام هو مشابه كثيرا للقناع الذي يرتديه المصارع المحترف ميك فولي عندما كان على شخصية «مانكايند» وقد أستفسر فولي حول ذلك، لكن أودا قال إلى أنه يحب المصارعة المحترفة وكات هذه تحية منه إليهم.